# As Long as You Love Me
"As Long as You Love Me" (em inglês:  "Contanto Que Você Me Ame") foi o segundo single do álbum Backstreet's Back de Backstreet Boys. É uma das músicas mais marcantes da carreira da banda e rendeu vários prêmios. Nos rankings mundiais e seu videoclipe foi bastante reproduzido. No Brasil, entrou para a trilha sonora internacional da novela Por Amor em 1997. No ano seguinte, foi feita uma adaptação em português lançada pela dupla Lucas & Matheus, com o nome "Preciso do Teu Prazer".

## Letra
Although loneliness has always been a friend of mine/
I'm leaving my life in your hands/
People say I'm crazy and that I am blind/
Risking it all in a glance/
And how you got me blind is still a mystery/
I can't get you out of my head/
Don't care what is written in your history/
As long as you're here with me/
I don't care who you are/
Where you're from/
What you did/
As long as you love me/
Who you are/
Where you're from/
Don't care what you did/
As long as you love me/
Every little thing that you have said and done/
Feels like it's deep within me/
Doesn't really matter if you're on the run/
It seems like we're meant to be/
I don't care who you are (who you are)/
here you're from (where you're from)/
What you did/
As long as you love me (I don't know)/
Who you are (who you are)/
Where you're from (where you're from)/
Don't care what you did/
As long as you love me/
As long as you love me/
As long as you love me/
I've tried to hide it so that no one knows/
But I guess it shows/
When you look into my eyes/
What you did and where you're coming from/
I don't care, as long as you love me, baby./
I don't care who you are (who you are)/
Where you're from (where you're from)/
What you did/
As long as you love me (you love me)/
(repeat to fade)/
who you are (who you are)/
Where you're from (where you're from)/
Don't care what you did/
As long as you love me (you love me)/
Who you are (who you are)/
Where you're from/
what did you did/
as long as you love me/
Who you are/
where you're from(where you're from)/
as long as you love me/
Who you are as long/
as you love me/
What you did (I don't care)/
as long as you love me

## Recepção critica
Stephen Thomas Erlewine do AllMusic afirmou que "As Long as You Love Me" "teria soado perfeito em qualquer época". Ele também elogiou a produção engenhosa da música, que ele descreveu "tão irresistível quanto o pop adolescente pode ser". John Dingwall do Daily Record afirmou que a música o lembrava de "The 90s New Kids On The Block". Chuck Arnold, da People Magazine, a viu como sua "canção de assinatura suntuosa", observando que "é sobre deixar sua vida nas mãos de alguém especial - com a única condição de que essa pessoa também o ame. Parece um acordo."

## Lista de músicas
1. "As Long as You Love Me/Radio Version" - 3:32
2. "Quit Playing Games (with My Heart)/E-Smoov" - 4:15
3. "Everybody (Backstreet's Back)/Funked" - 3:55
4. "Every Time I Close My Eyes" - 4:07

## Remixes
- "As Long as You Love Me [Radio Version]" - 3:32
- "As Long as You Love Me [Unplugged Version]" - 3:32
- "As Long ss You Love Me [Instrumental]" - 3:30
- "As Long as You Love Me [Radio Version]" - 3:32
- "As Long as You Love Me [Matty's R&B Mix]" - 3:45
- "As Long as You Love Me [Matty's House Dee Zee AH]" - 6:42
- "As Long as You Love Me [Soul Solution Club Mix]" - 8:02

## Posições no Top 100
| Parada                                     | Posição mais alta |
| ------------------------------------------ | ----------------- |
| Nova Zelândia [RIANZ] Singles              | 1                 |
| Singapura Singles                          | 1                 |
| Filipinas [RIANZ] Singles                  | 1                 |
| Austrália [ARIA] Singles                   | 2                 |
| Áustria Singles                            | 2                 |
| Alemanha Singles                           | 3                 |
| Reino Unido Singles                        | 3                 |
| Suécia Singles                             | 4                 |
| Suíça Singles                              | 4                 |
| Estados Unidos [Billboard Hot 100 Airplay] | 4                 |
| Holanda Singles                            | 5                 |
| Noruega Singles                            | 5                 |
| United World                               | 3                 |